# Pietro Serantoni
Pietro Serantoni (Venezia, 12 dicembre 1906 – Roma, 6 ottobre 1964) è stato un calciatore e allenatore di calcio italiano, di ruolo centrocampista.
Campione del Mondo con la nazionale italiana nel 1938, è morto all'età di 57 anni per un tumore al cervello.

## Caratteristiche tecniche

### Giocatore
Fu uno dei migliori centrocampisti del periodo che precedette il secondo conflitto mondiale. Motorino pressoché inesauribile, iniziò come interno, per poi spostarsi sulla mediana. Pur non essendo dotato di tecnica sopraffina, era capace di interrompere e rilanciare l'azione, coprendo le spalle all'attacco. Era in possesso di un tiro molto potente. La sua dote principale era però la totale dedizione che metteva al servizio della squadra in ogni partita.

### Allenatore
Allenatore di carattere, cercava di trasmettere ai calciatori quella grinta che ne aveva fatto un calciatore di successo. Guidava le squadre che allenava con tanto impeto che, durante la stagione 1948-1949, ha dovuto ricorrere a cure ospedaliere per un malore dovuto al troppo stress.

## Carriera

### Giocatore

#### Club

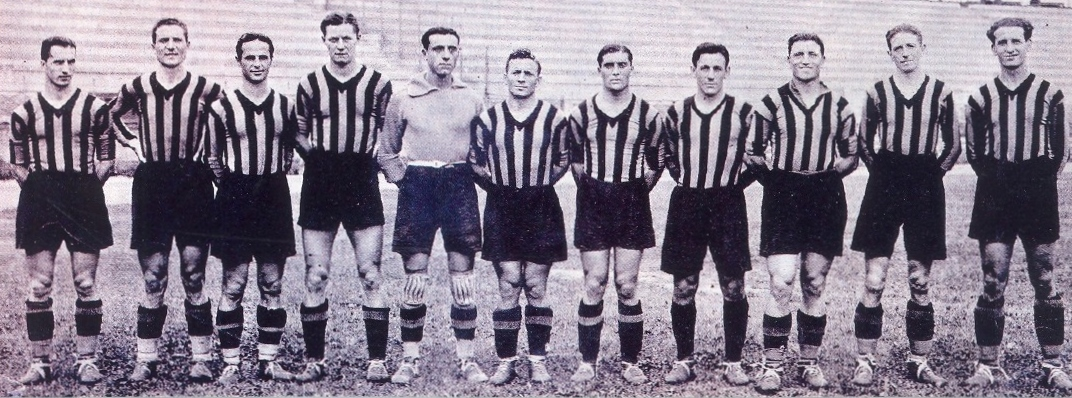
Serantoni (al centro) nell'Ambrosiana-Inter della stagione 1933-1934

Cresciuto nel Venezia, nel 1927 è militare a Milano e gioca nel Minerva in seconda divisione. Viene acquistato dall'Unione Sportiva Milanese ma quando questa società fa la fusione con l'Internazionale e nasce l'Ambrosiana gioca con questa squadra con cui vinse il primo campionato di Serie A nella stagione 1929-1930, la prima della nuova era del girone unico; in quell'annata fu uno dei trascinatori della squadra nerazzurra, andando a segno ben 16 volte.
Rimase a Milano fino al 1934, per poi passare ai rivali della Juventus con cui vinse il suo secondo scudetto personale (e l'ultimo del Quinquennio d'oro bianconero) nella stagione 1934-1935, rimanendo a Torino anche l'anno seguente. Nel 1936 si trasferì alla Roma con la quale giocò fino al 1940, dopodiché concluse la carriera in Serie C al Suzzara, squadra nella quale ricoprì il doppio ruolo di giocatore e allenatore fino al 1942.

#### Nazionale
Il 12 febbraio 1933 esordì con la maglia della nazionale in Belgio-Italia (2-3), e disputò alcune altre partite senza tuttavia prendere parte al campionato del mondo 1934 su invito del medico, come testimoniato da Vittorio Pozzo nel suo ricordo sulle pagine de La Stampa. In quell'anno giocò però la celebre partita contro l'Inghilterra passata alla storia come la "battaglia di Highbury". Fu invece chiamato da Pozzo per il campionato del mondo 1938 nei quali fu titolare fisso, vincendo la Coppa Jules Rimet. Concluse la sua esperienza in azzurro nel 1939 con 17 partite.

### Allenatore
Intraprese in seguito la carriera di allenatore, avendo modo di guidare il Suzzara, il Padova, con cui conquistò una promozione in massima serie nella Serie B 1947-1948 a gironi interregionali, la Roma e, nel campionato di IV Serie 1952-1953, la Romulea.

## Statistiche

### Cronologia presenze e reti in nazionale
| Cronologia completa delle presenze e delle reti in nazionale ― Italia | Cronologia completa delle presenze e delle reti in nazionale ― Italia | Cronologia completa delle presenze e delle reti in nazionale ― Italia | Cronologia completa delle presenze e delle reti in nazionale ― Italia | Cronologia completa delle presenze e delle reti in nazionale ― Italia | Cronologia completa delle presenze e delle reti in nazionale ― Italia | Cronologia completa delle presenze e delle reti in nazionale ― Italia | Cronologia completa delle presenze e delle reti in nazionale ― Italia |
| Data                                                                  | Città                                                                 | In casa                                                               | Risultato                                                             | Ospiti                                                                | Competizione                                                          | Reti                                                                  | Note                                                                  |
| --------------------------------------------------------------------- | --------------------------------------------------------------------- | --------------------------------------------------------------------- | --------------------------------------------------------------------- | --------------------------------------------------------------------- | --------------------------------------------------------------------- | --------------------------------------------------------------------- | --------------------------------------------------------------------- |
| 12-2-1933                                                             | Bruxelles                                                             | Belgio                                                                | 2 – 3                                                                 | Italia                                                                | Amichevole                                                            | -                                                                     |                                                                       |
| 7-5-1933                                                              | Firenze                                                               | Italia                                                                | 2 – 0                                                                 | Cecoslovacchia                                                        | Coppa Internazionale                                                  | -                                                                     |                                                                       |
| 25-3-1934                                                             | Milano                                                                | Italia                                                                | 4 – 0                                                                 | Grecia                                                                | Qual. Mondiali 1934                                                   | -                                                                     |                                                                       |
| 14-11-1934                                                            | Londra                                                                | Inghilterra                                                           | 3 – 2                                                                 | Italia                                                                | Amichevole                                                            | -                                                                     |                                                                       |
| 9-12-1934                                                             | Milano                                                                | Italia                                                                | 4 – 2                                                                 | Ungheria                                                              | Amichevole                                                            | -                                                                     |                                                                       |
| 15-11-1936                                                            | Berlino                                                               | Germania                                                              | 2 – 2                                                                 | Italia                                                                | Amichevole                                                            | -                                                                     |                                                                       |
| 13-12-1936                                                            | Genova                                                                | Italia                                                                | 2 – 0                                                                 | Cecoslovacchia                                                        | Amichevole                                                            | -                                                                     |                                                                       |
| 25-4-1937                                                             | Torino                                                                | Italia                                                                | 2 – 0                                                                 | Ungheria                                                              | Coppa Internazionale                                                  | -                                                                     |                                                                       |
| 23-5-1937                                                             | Praga                                                                 | Cecoslovacchia                                                        | 0 – 1                                                                 | Italia                                                                | Coppa Internazionale                                                  | -                                                                     |                                                                       |
| 5-12-1937                                                             | Parigi                                                                | Francia                                                               | 0 – 0                                                                 | Italia                                                                | Amichevole                                                            | -                                                                     |                                                                       |
| 15-5-1938                                                             | Milano                                                                | Italia                                                                | 6 – 1                                                                 | Belgio                                                                | Amichevole                                                            | -                                                                     |                                                                       |
| 5-6-1938                                                              | Marsiglia                                                             | Norvegia                                                              | 1 – 2 dts                                                             | Italia                                                                | Mondiali 1938 - Ottavi di finale                                      | -                                                                     |                                                                       |
| 12-6-1938                                                             | Parigi                                                                | Francia                                                               | 1 – 3                                                                 | Italia                                                                | Mondiali 1938 - Quarti di finale                                      | -                                                                     |                                                                       |
| 16-6-1938                                                             | Marsiglia                                                             | Brasile                                                               | 1 – 2                                                                 | Italia                                                                | Mondiali 1938 - Semifinale                                            | -                                                                     |                                                                       |
| 19-6-1938                                                             | Parigi                                                                | Ungheria                                                              | 2 – 4                                                                 | Italia                                                                | Mondiali 1938 - Finale                                                | -                                                                     | 2º titolo mondiale                                                    |
| 20-11-1938                                                            | Bologna                                                               | Italia                                                                | 2 – 0                                                                 | Svizzera                                                              | Amichevole                                                            | -                                                                     |                                                                       |
| 4-12-1938                                                             | Napoli                                                                | Italia                                                                | 1 – 0                                                                 | Francia                                                               | Amichevole                                                            | -                                                                     |                                                                       |
| 13-5-1939                                                             | Milano                                                                | Italia                                                                | 2 – 2                                                                 | Inghilterra                                                           | Amichevole                                                            | -                                                                     |                                                                       |
| Totale                                                                |                                                                       | Presenze                                                              | 17                                                                    |                                                                       | Reti                                                                  | 0                                                                     |                                                                       |

## Palmarès

### Giocatore

#### Club
- Campionato italiano: 2

Ambrosiana: 1929-1930
Juventus: 1934-1935

#### Nazionale
- Campionato mondiale: 1

Francia 1938

### Allenatore
- Campionato italiano di Serie B: 1

Padova: 1947-1948 (girone B)